# Delma vescolineata
Delma vescolineata — вид ящірок родини лусконогових (Pygopodidae). Описаний у 2022 році.

## Поширення
Ендемік австралійського штату Новий Південний Уельс. Поширений у долині Гантер та на Ліверпульських рівнинах.